# Wong Shoon Keat
Wong Shoon Keat (* 30. April 1957) ist ein singapurischer Badmintonspieler. Derek Wong Zi Liang ist sein Sohn.

## Karriere
Wong Shoon Keat wurde 1978 und 1979 singapurischer Meister. 1979 belegte er Platz 5 bei der Weltmeisterschaft der WBF und Platz 3 bei den Südostasienspielen. 1983 gewann er die Südostasienspiele.

## Sportliche Erfolge
| Saison | Veranstaltung               | Disziplin    | Platz | Name            |
| ------ | --------------------------- | ------------ | ----- | --------------- |
| 1978   | Singapurische Meisterschaft | Herreneinzel | 1     | Wong Shoon Keat |
| 1979   | Weltmeisterschaft (WBF)     | Herreneinzel | 5     | Wong Shoon Keat |
| 1979   | Südostasienspiele           | Herreneinzel | 3     | Wong Shoon Keat |
| 1983   | Südostasienspiele           | Herreneinzel | 1     | Wong Shoon Keat |

## Referenzen
- http://newspapers.nl.sg/Digitised/Page/straitstimes19790622.1.32.aspx
- Percy Seneviratne (1993) Golden Moments: the S.E.A Games 1959-1991 Dominie Press, Singapur ISBN 981-00-4597-2
- Lew Hon Kin: SEA Games Records 1959-1985, Petaling Jaya – Penerbit Pan Earth, 1986

| Personendaten    | Personendaten                   |
| ---------------- | ------------------------------- |
| NAME             | Wong, Shoon Keat                |
| KURZBESCHREIBUNG | singapurischer Badmintonspieler |
| GEBURTSDATUM     | 30. April 1957                  |